# Fülöpházi Hosszú-rét
Fülöpházi Hosszú-rét este o arie protejată (arie specială de conservare — SAC, sit de importanță comunitară — SCI) din Ungaria întinsă pe o suprafață de 466,73 ha, integral pe uscat.

## Localizare
Centrul sitului Fülöpházi Hosszú-rét este situat la coordonatele 46°51′52″N 19°29′10″E / 46.864444°N 19.486111°E.

## Înființare
Situl Fülöpházi Hosszú-rét a fost declarat sit de importanță comunitară în mai 2004 pentru a proteja 3 specii de animale. Situl a fost protejat și ca arie specială de conservare în februarie 2010.

## Biodiversitate
Situată în ecoregiunea panonică, aria protejată conține 3 habitate naturale: Pajiști cu Molinia pe soluri calcaroase, turboase sau argilos-nămoloase (Molinion caeruleae), Mlaștini calcaroase cu Cladium mariscus și specii de Caricion davallianae, Pajiști aluvionare inundabile, de Cnidion dubii.
La baza desemnării sitului se află mai multe specii protejate:
- nevertebrate (2): fluturele purpuriu (Lycaena dispar), Maculinea teleius
- reptile (1): țestoasa de baltă (Emys orbicularis)

Pe lângă speciile protejate, pe teritoriul sitului au mai fost identificate 6 specii de plante, 4 specii de păsări, 8 specii de amfibieni, 1 specie de nevertebrate, 2 specii de reptile.